# Scum (film 1977)
Scum è un film televisivo britannico del 1977 scritto da Roy Minton, diretto da Alan Clarke ed interpretato da Ray Winstone (in uno dei suoi primi ruoli), John Blundell, David Threlfall, Martin Phillips, Phil Daniels e Davidson Knight.
Doveva essere trasmesso come parte della serie Play for Today, ma non venne trasmesso a causa di alcune sequenze molto dure e violente e per il modo critico in cui veniva rappresentata un'istituzione del governo inglese. Venne trasmesso per la prima volta dalla BBC 2 il 27 luglio 1991. Nel frattempo, una versione cinematografica del film è stata distribuita nel 1979.

## Trama
Tre giovani delinquenti, Carlin, Davis e Angel, vengono portati a bordo di un furgone in un centro di detenzione. Una volta arrivati, vengono loro assegnate delle stanze. Ad Angel e Davis vengono assegnate stanze private mentre Carlin deve stare in un dormitorio. Carlin, che è stato trasferito da un altro centro di detenzione come punizione per aver aggredito un ufficiale, viene informato dall'ufficiale anziano, il signor Sands, che sarà severamente punito in caso di eventuali trasgressioni. Poco dopo, Carlin stringe amicizia con Archer, un detenuto intellettuale (anche se eccentrico) che fa di tutto per infastidire l'amministrazione e i suoi guardiani. Nel frattempo, Banks, il "daddy" (capo detenuto) dell'ala carceraria viene informato della reputazione di Carlin e gli viene detto di metterlo in riga. Quella notte, Banks e il suo amico Richards aggrediscono Carlin, lasciandogli la faccia contusa. A causa di ciò, viene erroneamente accusato da Sands di aver fatto a botte e viene condannato a tre giorni di isolamento come punizione.
Dopo aver scontato la sua punizione, Carlin si vendica di Banks e Richards attaccando prima Richards e poi picchiando Banks e sostituendolo efficacemente come "daddy" dell'ala. Carlin fa quindi un patto con l'ufficiale interno, il signor Goodyear: in cambio di una cella singola, Carlin userà le sue abilità di leader per mantenere la pace nell'ala. Carlin chiede poi ad un nuovo detenuto di nome Rhodes di essere la sua "signora", anche se Carlin sottolinea di non essere omosessuale.
Poco dopo, mentre Davis lavora nella serra, viene aggredito e violentato da un gruppo di ragazzi. Sands guarda dalla finestra e assiste allo stupro, ma non interviene limitandosi a sorridere prima di andarsene via. Più tardi quella notte, Davis, traumatizzato dallo stupro, chiede aiuto al guardiano, il signor Greaves, il quale lo rimprovera duramente. Profondamente amareggiato, Davis si suicida tagliandosi i polsi. Il suo corpo viene ritrovato la mattina dopo da Sands.
Il giorno seguente, durante la colazione, i ragazzi si rifiutano di mangiare per protestare contro la morte di Davis. Carlin poi incita una rivolta. Successivamente, Carlin, Archer e molti altri detenuti vengono portati via dalle guardie, ammanettati. Il governatore del centro di detenzione fa un annuncio a tutti i detenuti affermando che non tollererà ulteriori ribellioni; poi chiede un minuto di preghiera silenziosa in memoria di Davis.